# Sweet 16 Knock-out Competition
Sweet 16 Knock-out Competition – turniej piłkarski organizowany w Gujanie.
Pierwsza edycja turnieju została rozegrana w 2003 roku. Od początku bierze w nim udział szesnaście zespołów. Z powodu częstych zmian sponsora tytularnego niemal co roku rozgrywki nosiły inną nazwę.
- 2003 – Royal Stout/Pepsi Sweet 16 Knock-out Competition
- 2004 – Royal Stout/Pepsi Sweet 16 Knock-out Competition
- 2008 – Carib/Digicel Sweet 16 Knock-out
- 2009 – Digicel Sweet 16 Knock-out
- 2010 – Mackeson/Digicel Sweet Sixteen Football Tournament

## Wyniki
| Sezon | Zwycięzca        | Finał | Drugie miejsce       |
| ----- | ---------------- | ----- | -------------------- |
| 2003  | Fruta Conquerors | 4–2   | Uitvlugt Warriors    |
| 2004  | Pele             | 1–0   | Uitvlugt Warriors    |
| 2008  | Camptown         | 2–0   | Guyana Defence Force |
| 2009  | Cougars          | 2–0   | Guyana Defence Force |
| 2010  | Western Tigers   | b/d   | Fruta Conquerors     |

## Statystyki
| Klub                 | Zwycięstwa | Drugie miejsca |
| -------------------- | ---------- | -------------- |
| Fruta Conquerors     | 1          | 1              |
| Pele                 | 1          | 0              |
| Camptown             | 1          | 0              |
| Cougars              | 1          | 0              |
| Western Tigers       | 1          | 0              |
| Uitvlugt Warriors    | 0          | 2              |
| Guyana Defence Force | 0          | 2              |